# Crimen de la calle Fuencarral
El crimen de la calle Fuencarral (denominado a veces como asesinato de la calle Fuencarral o caso de la calle Fuencarral) fue un asesinato acaecido en el año 1888 en el piso segundo izquierda del número 109 de la calle de Fuencarral de Madrid (número que no existe en el plano actual de la calle, pues salta del 107 al 111, ubicándose entre ambos el portal número 1 de la glorieta de Bilbao. El entonces número 109 correspondería con el 95 actual, que hace esquina con la calle Divino Pastor). El día 2 de julio de 1888, por la mañana, los vecinos llamaron alarmados a la policía que, tras personarse, descubrió el cuerpo de doña Luciana Borcino, viuda de Vázquez Varela, boca arriba, cubierta con unos trapos mojados en petróleo y ardiendo en una habitación cerrada. En una habitación adyacente se encontraba un perro bulldog y la sirvienta, Higinia Balaguer Ostalé, durmiendo bajo el efecto de un narcótico. 
La indagación de la policía hasta su desenlace trajo en vilo a la sociedad española de la época, que se dividió en dos bandos. Este crimen fue uno de los primeros de los que se hizo eco la prensa española llegando hasta los estamentos más altos de la política.

## El crimen y las pesquisas policiales
La mañana del día 2 de julio, los vecinos del número 109 de la calle Fuencarral alertaron a la policía por el olor a petróleo y carne quemada que se sentía en el segundo piso izquierda del inmueble. En este pequeño piso, la policía derribó la puerta y se encontró con el cuerpo sin vida de Luciana Borcino, viuda de Vázquez-Varela (conocida en el vecindario como viuda de Varela) boca arriba en su cama y cubierta en trapos mojados en petróleo que previamente habían sido quemados en la habitación cerrada. La viuda de Varela, natural de Vigo y avecindada en la capital desde hacía muchos años, era una señora bien acomodada y conocida en el Madrid de la época por sus obras de caridad. La viuda había sido acuchillada tres veces, una de ellas le alcanzó el corazón causándole la muerte. De las primeras pesquisas practicadas no resultaron vestigios de que el robo hubiera sido el móvil del crimen. El asesinato se había cometido el primero de julio.

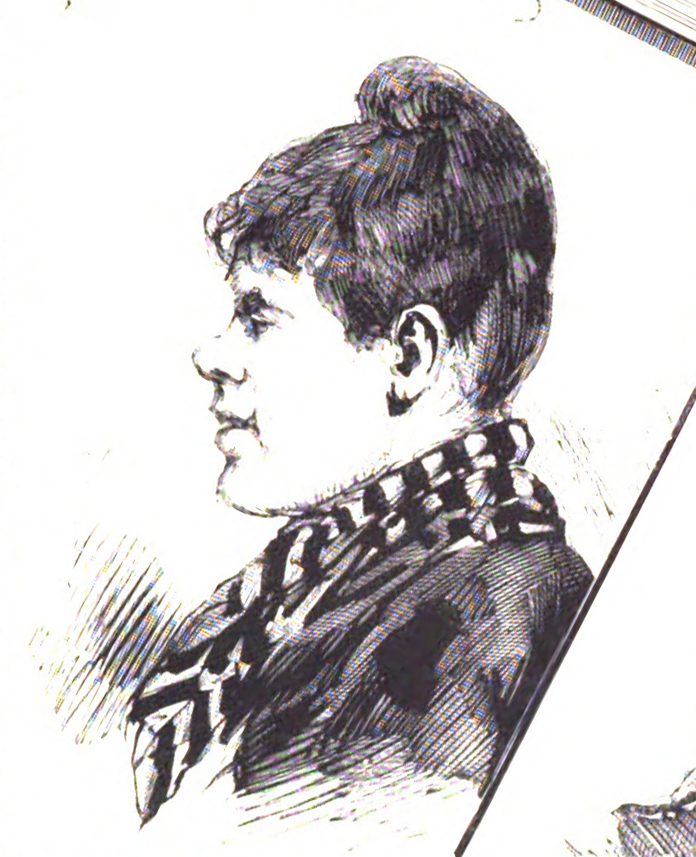
Dolores Ávila, condenada como cómplice.

La policía se llevó a sus dependencias a Higinia Balaguer Ostalé, la nueva sirvienta, que apareció sin sentido en otra habitación de la casa. En la primera declaración, ella acusó a un misterioso personaje llamado Miguel, después al hijo de la víctima: José Vázquez-Varela, conocido con el sobrenombre de 'El Pollo Varela'. José Vázquez Varela fue un personaje sospechoso, de vida desordenada y bohemia. Pero, durante la noche anterior al crimen, estaba ingresado en la Cárcel Modelo por el hurto de una capa. A pesar de ello, la criada mantuvo su versión y, según ella, el Pollo Varela la amenazó, y ella, coaccionada por su violencia y soborno (Varela le ofreció dinero), tuvo que ir a comprar el petróleo, limpiar la sangre del asesinato, quemar el cuerpo y cerrar tras de sí la puerta del gabinete. Tras el crimen, debido a la tensión psicológica vivida, se desmayó. Las declaraciones tan ilógicas y cambiantes de Higinia pronto atrajeron las sospechas de la policía sobre ella y sobre su entorno. Durante las declaraciones apareció otro nombre implicado, Dolores Ávila, con la que mantenía Higinia una estrecha amistad. Esta posición convirtió a Dolores en presunta colaboradora.

## Impacto en la sociedad madrileña/española
La preocupación intensa de informar a la sociedad española correspondió desde los primeros instantes a El Liberal de Madrid y a otros diarios. El asesinato tenía elementos que despertaron pronto el morbo de los madrileños ya que había ingredientes para ello: una víctima presuntamente rica y algo descortés, un hijo con cuentas pendientes con la justicia y una criada que llevaba solo seis meses sirviendo en la casa de la dueña. La sociedad de Madrid hablaba de este incidente en los cafés de tertulia y se crearon dos bandos opuestos. Por un lado, los higinistas, partidarios de la criada y contrarios a Varela considerándolo como presunto culpable, y los varelistas partidarios de Varela y contrarios a Higinia Balaguer Ostalé como presunta culpable.
Para los tertulianos de los cafés la criada Higinia representaba el desamparo del proletariado y José Vázquez Varela era la imagen del "señorito golfo" y vicioso, "característico de las clases burguesas". El largo proceso —que comenzó el 26 de marzo de 1889, para terminar el 25 de mayo del mismo año— acaloró las opiniones públicas madrileñas y por extensión españolas. Los vínculos entre cargos de la Cárcel Modelo de Madrid con Higinia y Varela complican el caso.

## El juicio

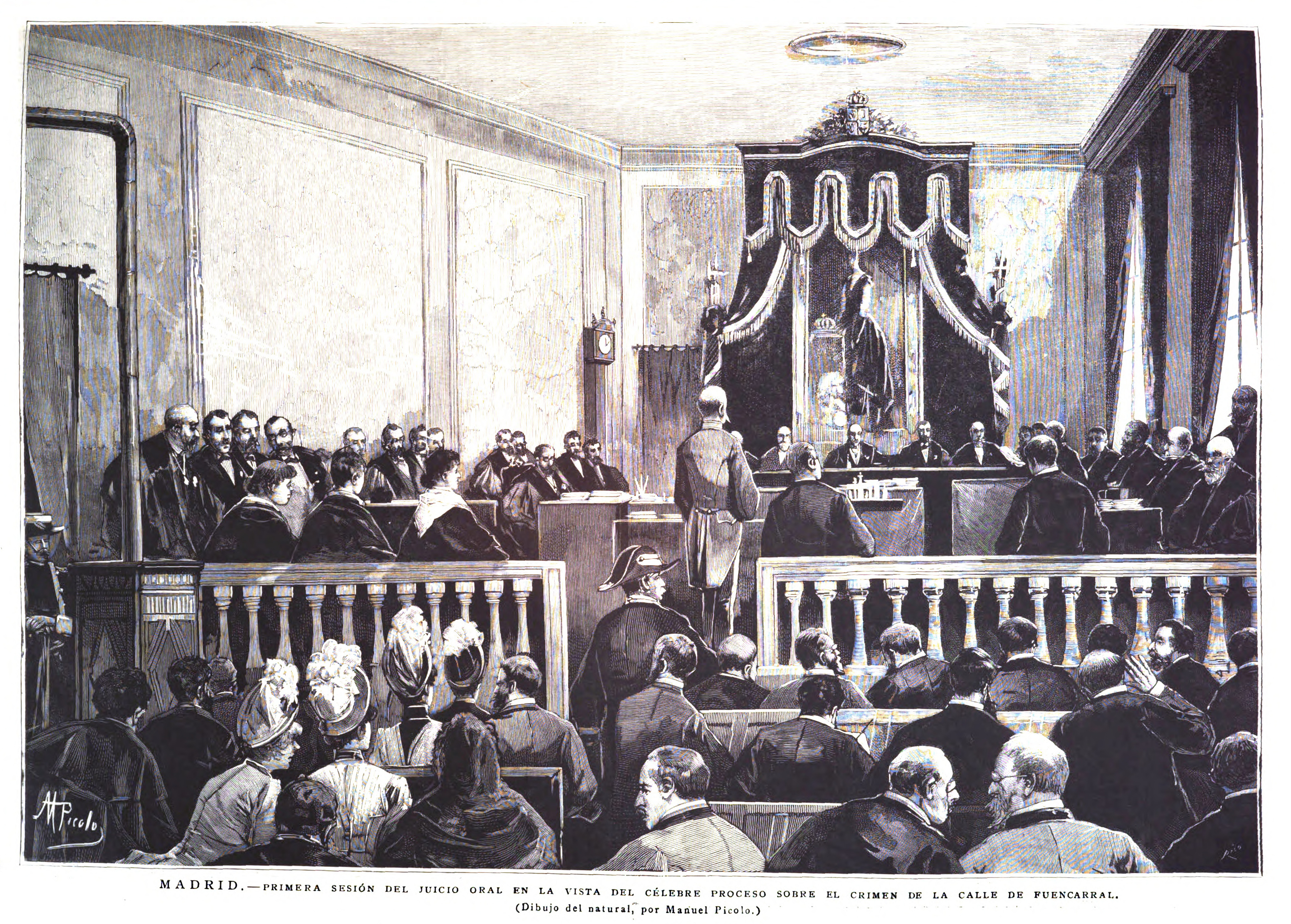
Primera sesión del juicio oral en la vista del proceso (La Ilustración Española y Americana, 30 de marzo de 1889). Grabado a partir de dibujo del natural de Manuel Picolo.

El 26 de marzo de 1889 comienza el juicio con la primera sesión del juicio oral y público en el Palacio de Justicia de Madrid, a los ocho meses y veinticinco días de su perpetración. El abogado de la defensa era el expresidente Nicolás Salmerón. La expectación por saber y ver a los encausados hizo que desde las nueve de la noche del día anterior se formasen colas de personas para acceder al interior del Palacio. Las fuerzas de seguridad procuraron mantener el orden entre la multitud que se agolpaba a las puertas con el objeto de ver el coche celular de la cárcel. El Tribunal se constituyó en la sala de la sección segunda del Palacio de Justicia. A la una de la tarde comenzó la primera sesión a la voz del ujier de servicio: "¡Vista de la causa seguida por homicidio, robo e incendio a Higinia Balaguer y otros!".

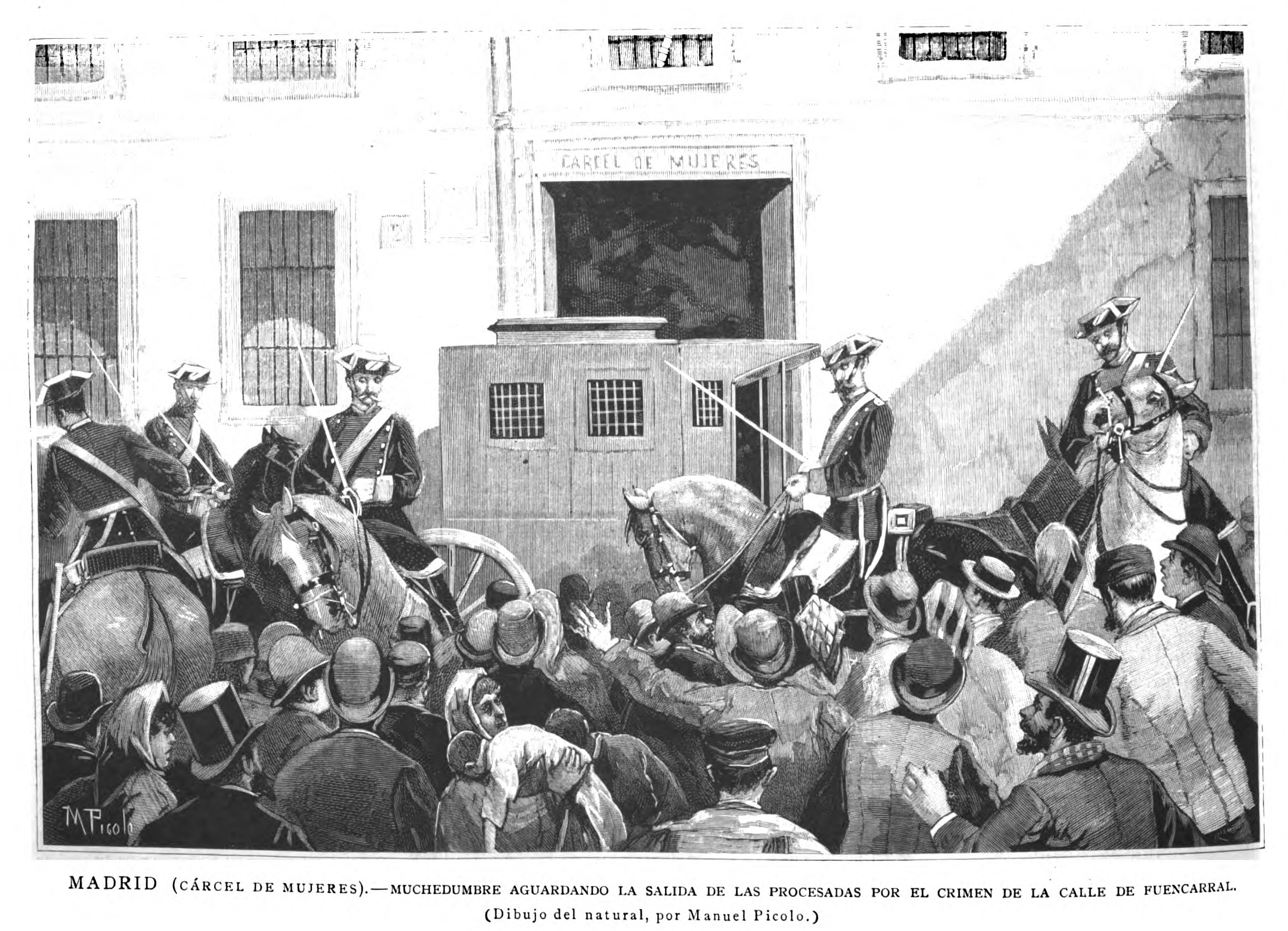
Muchedumbre aguardando la salida de las procesadas por el crimen de la calle de Fuencarral de la cárcel de mujeres.

Durante las siguientes rondas se puede comprobar que Higinia Balaguer pretendía robar a su dueña ya desde el primer instante de su contratación seis meses antes. Finalmente, en las primeras rondas, Higinia confiesa haber matado a su ama con un cuchillo. Narra como, el día del asesinato, ella rompió por accidente un jarrón y que la señora, con su humor insoportable, se había enfadado mucho con ella. Higinia ofuscada por el nerviosismo, la había matado. En la cuarta sesión el jurado establece una conexión entre Higinia Balaguer y José Millán Astray (director de la Cárcel Modelo en la que José Varela se encontraba recluido debido a la relación que tuvo previamente con Evaristo Abad Mayoral (alias "El cojo Mayoral"), que tuvo una cantina frente a la Modelo. José Millán Astray es padre del que sería fundador de la Legión Española. Según se infiere, el "Pollo Varela" entra y sale de la cárcel cuando quiere, y esto compromete a José Millán. Este descubrimiento complica el caso. En las declaraciones posteriores se establece algún grado de amistad entre Higinia y Varela. Se demuestra que el perro fue envenenado con una substancia anestésica. Las pesquisas definen que Higinia pudo haber tenido la ayuda de una o dos personas para perpetrar el asesinato. Finalmente, Higinia desvela una cuarta versión del crimen, por el cual la autora del mismo sería su amiga Dolores Ávila con la complicidad de la propia Higinia.

## Fallo del tribunal

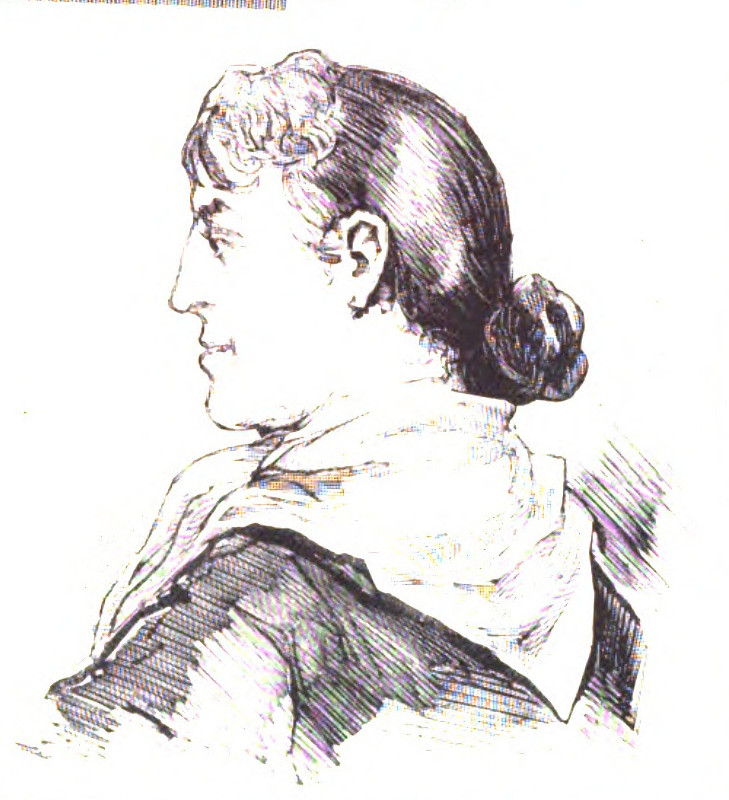
Higinia Balaguer, condenada a muerte por el homicidio.

El 25 de mayo el tribunal declara su fallo: "Que debemos condenar y condenamos a la procesada Higinia de Balaguer Ostalé por delito complejo de robo y homicidio, a la pena de muerte (...)". La sentencia condena a su amiga Dolores Ávila como cómplice de la pena de dieciocho años de prisión, y absuelve a los procesados José Vázquez-Varela Borcino y José Millán Astray, así como a María Ávila Palacios. Higinia es ejecutada en el garrote vil el sábado 19 de julio de 1890 a la edad de treinta años. Cerca de veinte mil personas asisten al acto desde el otro lado del muro del penal. Estuvo presente la escritora Emilia Pardo Bazán, el duque de Veragua, el alcalde de Madrid y otras personalidades. Hay quien sostiene que la sentencia fue en realidad fruto más de cierto rencor social burgués contra una sirvienta que de una verdadera voluntad de esclarecer los hechos, y que Varela se libró de responder por sus acciones.
Nadie quedaría bien librado conforme pasó el tiempo, Millan Astray vivió lo suficiente para ver a su hijo tuerto, manco y cojo por las guerras de África; y años más tarde, el Pollo Varela se vio envuelto en otra muerte de extrañas circunstancias; esta vez, a causa de una prostituta que cayó desde un piso alto de la calle Montera. Por este acto sí fue culpado y condenado por un tribunal: pasó catorce años deportado al penal de Ceuta.
Según cuenta Antonio Lara en El crimen de la calle Fuencarral, Varela logró rehacer su vida y con algún dinero prestado montó un taller-estudio de fotografía que tuvo cierto éxito. Por las connotaciones de su apellido, firmaba sus trabajos como Vázquez. Las técnicas las aprendió en su estancia carcelaria.

## La versión de Galdós
A partir de los volúmenes VI y VII de las Obras inéditas de Benito Pérez Galdós, publicados en 1923 por el argentino Alberto Ghiraldo, Rafael Reig prologó la edición en 2003 de El crimen de la calle Fuencarral; a partir de la colección de crónicas enviadas por el escritor canario al diario argentino La Prensa, según Reig, comparables al estilo de Dashiell Hammett y dan noticia de un Galdós pionero en el género policíaco apenas frecuentado hasta entonces en la literatura española.

## Películas
- En año 1946 Edgar Neville rodó El crimen de la calle de Bordadores basando el guion en el crimen de la calle Fuencarral.
- En 1985 se hizo una adaptación para televisión dirigida por Angelino Fons titulada El crimen de la calle Fuencarral, producida por Pedro Costa y con guion de Carlos Pérez Merinero, puesta en antena dentro de la serie denominada: La huella del crimen. El papel de Higinia fue interpretado por Carmen Maura.